# الشاطح (العدين)

تعديل مصدري - تعديل

الشاطح محلة تابعة لقرية الحوية، التابعة لعزلة قصل بمديرية العدين إحدى مديريات محافظة إب في الجمهورية اليمنية.، بلغ تعداد سكانها 94 حسب تعداد اليمن لعام 2004.